# Stele funeraria di Pettia Ge

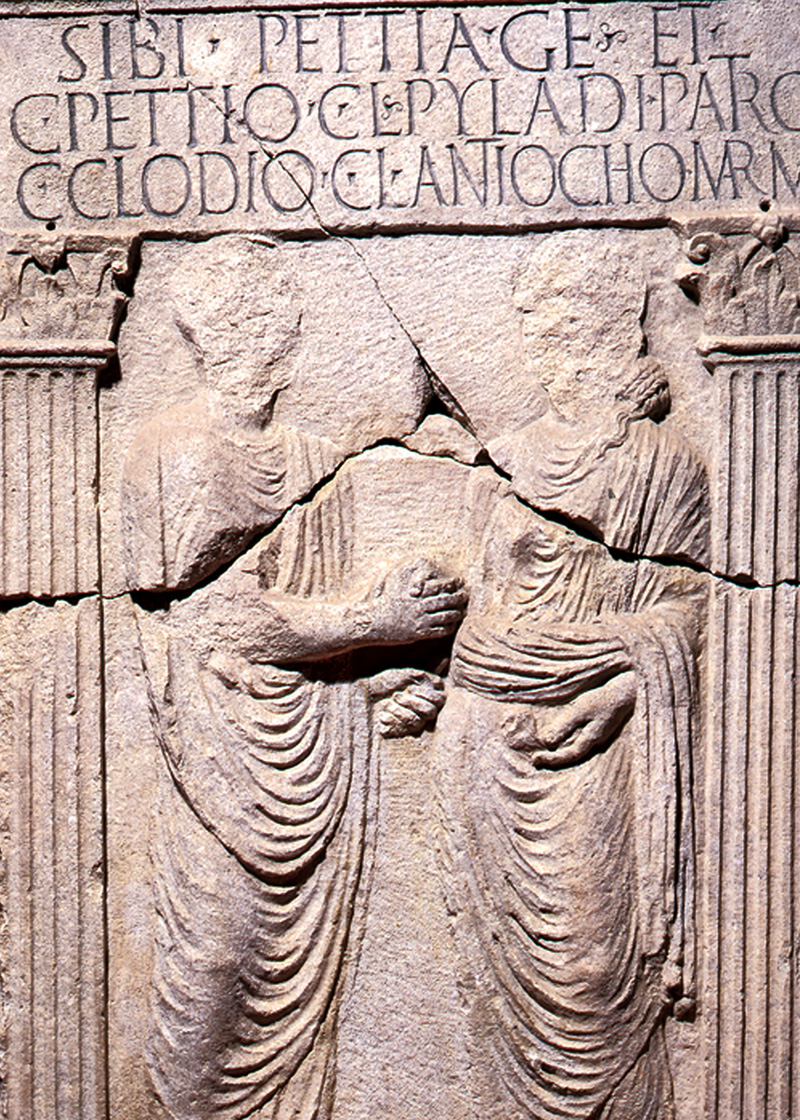
Stele funeraria di Pettia Ge

La stele funeraria di Pettia Ge è un monumento funebre in marmo bianco del I sec. d.C. proveniente dall'area di una necropoli lungo la via Emilia, a Reggio Emilia, e risale al I sec. d.C..  É conservata nel Portico dei Marmi del Palazzo dei Musei di Reggio Emilia.

## Descrizione
La stele a edicola di Pettia Ge è la più imponente e monumentale del Portico dei Marmi. L’iscrizione principale si trova sull’architrave, al di sotto del frontone decorato. Il testo ricorda Pettia Ge, che fece costruire a sue spese il monumento per se stessa, per il suo patrono, anche lui liberto, e per Caius Clodius Antiochus, liberto che svolgeva il lavoro di marmorarius, un artigiano specializzato nella lavorazione della pietra . Sotto l’architrave sono scolpite le figure di un uomo, che indossa la toga da cittadino romano, e di una donna in abiti da matrona. I due tengono nelle mani sinistre un rotolo e un frutto (forse un melograno, simbolo di fertilità) e hanno le mani destre congiunte: sono quindi ritratti secondo la tipica iconografia degli sposi romani. Al di sotto sono scolpiti gli strumenti del lavoro del marmorarius: (da sinistra) il martello, l’archipendolo, il filo a piombo, la squadra, lo scalpello. Negli spazi liberi sono state aggiunte le misure del recinto funerario  e i nomi di due liberte della gens Pettia probabilmente della stessa Pettia Ge.

## Iscrizione
C(aio) Pettio C(ai) l(iberto) Pyiladi patro(no) 

C(aio) Clodio C(ai) l(iberto) Antiocho marm(orario) 

et Pettiae (mulieris) l(ibertae) Speratae 
 
In fro(nte) p(edes) XII 

Et Pe(tt)iae (mulieris) l(ibertae) Sice

In agr(o) p(edes) XV»
al suo patrono Caio Pettio Pilade, liberto di Caio,  

e a Caio Clodio Antioco, liberto di Caio, marmorario.  

E a Pettia Sperata, liberta di donna.  

E a Pettia Sige, liberta di donna.  

[Il sepolcro misura] sul lato strada dodici piedi, in profondità quindici piedi»